# Долгий путь в лабиринте (фильм)
«Долгий путь в лабиринте» — советский трёхсерийный художественный фильм по книге Александра Насибова.

## Сюжет
В 1 серии герои фильма — чекисты Саша Сизова и Иван Шагин — вывозят из захваченного белогвардейцами города конфискованные драгоценности и доставляют их в Киев. Во 2 серии, вернувшись в освобождённый Красной Армией город, они разоблачают агента белогвардейцев, проникшего в ЧК. В 3 серии - принимают активное участие в разгроме банды полковника Шерстева.

## В ролях
- Татьяна Лебедева — Саша Сизова
- Эммануил Виторган — Иван Шагин
- Всеволод Абдулов — Мартын Лацис, председатель ВУЧК
- Сергей Десницкий — Кузьмич
- Михаил Голубович — Чёрный
- Александр Голобородько — Шерстев, полковник
- Игорь Васильев — Константин Лелека
- Анатолий Ромашин — Станислав Оттович Белявский, врач
- Алла Будницкая — Стефания Белявская, артистка варьете
- Дмитрий Миргородский — Борис Борисович Тулин
- Константин Степанков — Микола Терентьевич Ящук
- Виктор Древицкий — Олесь Гроха
- Елена Аминова — пассажирка в поезде
- Семён Крупник — дед с внуком в поезде
- Василий Левин — гость Белявских
- Сергей Гурзо — Василий Гаркуша
- Сергей Свечников — Гриша Ревзин, чекист, эксперт

## Съёмочная группа
- Автор сценария:
- Режиссёр: Василий Левин
- Оператор: Фёдор Сильченко
- Художник-постановщик: Александр Токарев
- Композиторы: Андрей Эшпай Максим Дунаевский